# قوة الخلق
قوة الخلق أو دفعة الحياة هو مصطلح صاغه الفيلسوف الفرنسي هنري برجسون في كتابه التطور الخلاق المنشور عام 1907م، حيث يطرح سؤال النشأة الذاتية و التشكل العفوي للأشياء في طريقة تزداد تعقيداً. Elan Vital تترجم للعربية بمعنى الدفعة الحيوية، أو قوة الخلق. وهي تفسير فرضي للتطور ونمو للكائنات الحية، حيث قام برغسون بالربط القريب للوعي مع الإدراك الحدسي للخبرة وتدفق الوقت الداخلي.

## السلائف
يمكن العثور على توقعات بعيدة لبيرغسون في عمل الفيلسوف الروحي بوسيدونيوس الذي كان في فترة ما قبل المسيحية، والذي افترض «قوة حيوية» انبثقت من الشمس إلى جميع الكائنات الحية على سطح الأرض، وفي زينو من إليا. يشبه مفهوم أيضًا «قوة الخلق» مفهوم آرثر شوبنهاور لإرادة العيش.

## التطورات اللاحقة
حاول الفيلسوف الفرنسي جيل دولوز لاسترداد جدة فكرة بيرجسون في كتابه برجونیزم، على الرغم من أن المصطلح نفسه خضع لتغييرات جوهرية من قبل دولوز. لم تعد تعتبر قوة غامضة ومراوغة تعمل على المادة الغاشمة، كما كانت في المناقشات الحيوية في أواخر القرن التاسع عشر، تدل قوة الخلق في يد دولوز على قوة داخلية، وهي مادة يكون فيها التمييز بين المادة العضوية وغير العضوية غير قابل للاكتشاف، وظهور الحياة غير معقول.
كان لمفهوم القوة الخلق تأثير كبيرعلى الطبيب النفسي يوجين مينكووسكي ومفهومه الخاص للقوة الشخصية  - وهو العنصر الذي يبقينا على اتصال مع شعور بالحياة (ويضيع في التوحد).
أدرج الجيش الفرنسي عقيدة قوة الخلق في تفكيره أثناء خروجه إلى الحرب العالمية الأولى بحجة أن روح الجنود الأفراد كانت أكثر أهمية للنصر من الأسلحة.

## نقد
الإجماع العام الحالي من قبل علماء الوراثة هو أنهم لا يرون قوة حياة غير المصفوفة التنظيمية الموجودة في الجينات نفسها.